# Marc McClure
Marc McClure (San Mateo, Kalifornia, 1957. március 31. –) amerikai színész. Jimmy Olsent alakította a Superman 1978 és 1987 között kiadott játékfilm-sorozatában, valamint Dave McFly-t a Vissza a jövőbe filmekben.

## Karrier
McClure számára az ismertséget az 1976-os Freaky Friday című film hozta meg. McClure felbukkant a 2003-as remake-ben is, cameo szerepben.
Scottként szerepelt 1977-ben a Brigham Young Egyetem The Phone Call című templomi videójában. 1978-ban az I Wanna Hold Your Hand, 1980-ban a Used Cars című filmben szerepelt. Mindkettőt Robert Zemeckis és Bob Gale írta, akikkel későbbi filmjeiben is együtt dolgozott.
McClure legismertebb szerepe Jimmy Olsen alakja volt az 1978-as Superman filmben, és annak folytatásaiban, a Superman II, Superman III, Superman IV: The Quest for Peace című filmekben, és az 1984-es Supergirl spinoff filmben. Ő az egyetlen színész, aki ugyanazt a szerepet játszotta mind a négy Christopher Reeve által rendezett Superman filmben és a Supergirlben.
McClure alakította Dave McFly-t, Marty McFly bátyját az 1985-ös Vissza a jövőbe című filmben, újraegyesítve őt az I Wanna Hold Your Hand című film főszereplőjével, Wendie Jo Sperberrel, valamint Bob Gale és Robert Zemeckis írókkal. McClure Dave McFly szerepét alakítja a folytatásokban, a Vissza a jövőbe II (bár a színházi verzióban nem kapott helyet az a jelent, amelyben szerepel) és Vissza a jövőbe III című filmekben.
Számos televíziós sorozatban szerepelt, köztük a Once an Eagle-ben, a Happy Days-ben, Hunter-ben, a The Shield-ben és a Cold Case címűekben.
McClure Superman játékfilmes munkájának köszönhetően Dax-Ur néven kriptoni tudósként jelent meg a filmekből készített sorozatban, a Smallville-ben aki több mint 100 éve él a Földön. Börtönbiztonsági tisztként is szerepelt az Igazság Ligája című 2017-es filmben.

## Filmográfia
| Year | Title                                          | Role                                   | Notes                         |
| ---- | ---------------------------------------------- | -------------------------------------- | ----------------------------- |
| 1976 | Freaky Friday                                  | Boris Harris                           |                               |
| 1977 | The Phone Call                                 | Scott                                  |                               |
| 1978 | Coming Home                                    | High School Class President            |                               |
| 1978 | I Wanna Hold Your Hand                         | Larry Dubois                           |                               |
| 1978 | Superman                                       | Jimmy Olsen                            |                               |
| 1980 | Used Cars                                      | 'Heavy Duty' Dubois                    |                               |
| 1980 | Superman II                                    | Jimmy Olsen                            |                               |
| 1981 | Strange Behavior                               | Oliver Myerhoff                        |                               |
| 1982 | Pandemonium                                    | Randy                                  |                               |
| 1983 | Superman III                                   | Jimmy Olsen                            |                               |
| 1984 | Supergirl                                      | Jimmy Olsen                            |                               |
| 1985 | Back to the Future                             | Dave McFly                             |                               |
| 1987 | Superman IV: The Quest for Peace               | Jimmy Olsen                            |                               |
| 1987 | Amazon Women on the Moon                       | Ray                                    | segment: "Video Date"         |
| 1988 | The Perfect Match                              | Tim Wainwright                         |                               |
| 1989 | Chances Are                                    | Richard                                |                               |
| 1989 | After Midnight                                 | Kevin                                  | segment: "The Old Dark House" |
| 1989 | Back to the Future Part II                     | Dave McFly                             | Deleted scene                 |
| 1990 | Back to the Future Part III                    | Dave McFly                             |                               |
| 1990 | Grim Prairie Tales: Hit the Trail... to Terror | Tom                                    |                               |
| 1992 | The Vagrant                                    | Chuck                                  |                               |
| 1995 | Sleepstalker                                   | Mr. Davis, Griffin's Father            |                               |
| 1995 | Apollo 13                                      | Glynn Lunney                           |                               |
| 1996 | That Thing You Do!                             | Hollywood Showcase Director            |                               |
| 1997 | Menno's Mind                                   | Bennett, Medina's Gofer                |                               |
| 1999 | Storm                                          | Dr. Brian Newmeyer                     |                               |
| 2000 | Deep Core                                      | Mac                                    | uncredited                    |
| 2000 | Python                                         | Co-Pilot                               |                               |
| 2001 | Venomous                                       | Dr. Dutton                             |                               |
| 2002 | Landspeed                                      | Granger                                |                               |
| 2003 | Freaky Friday                                  | Boris                                  |                               |
| 2005 | Coach Carter                                   | Susan's Dad                            |                               |
| 2006 | Driftwood                                      | Rich Forrester                         |                               |
| 2007 | Smallville                                     | Dax-Ur                                 |                               |
| 2008 | Proud American                                 | Sam                                    |                               |
| 2008 | Frost/Nixon                                    | Network Executive                      |                               |
| 2012 | Hercules Saves Christmas                       | Mr. Rosco                              |                               |
| 2012 | Just an American                               | Sam                                    |                               |
| 2017 | Powerless                                      | Emily's Father                         |                               |
| 2017 | Justice League                                 | Officer Ben Sadowsky                   | Cameo                         |
| 2021 | Zack Snyder's Justice League                   | Officer Ben Sadowsky and Officer Jerry |                               |

## Fordítás
- Ez a szócikk részben vagy egészben  a   McClure című angol Wikipédia-szócikk ezen változatának fordításán alapul.  Az eredeti cikk szerkesztőit annak laptörténete sorolja fel. Ez a jelzés csupán a megfogalmazás eredetét és a szerzői jogokat jelzi, nem szolgál a cikkben szereplő információk forrásmegjelöléseként.